# كارل فورد (لاعب كرة قدم أمريكية)
كارل فورد (بالإنجليزية: Carl Ford)‏ هو لاعب كرة قدم أمريكية أمريكي، ولد في 8 أكتوبر 1980 في مونرو في الولايات المتحدة.